# Инокасира-коэн (станция)
Станция Инокасира-Коэн (яп. 井の頭公園駅 инокасира коэн эки) — железнодорожная станция на линиях Инокасира, расположенная в городе Митака, столичного округа Токио. Станция была открыта 1 августа 1933 года. Станция находится непосредственно у входа в Парк Инокасира, который является излюбленным местом для ханами.
Окрестности станции представляют собой тихий жилой квартал с несколькими ресторанами и магазинами, до станции Китидзёдзи идти примерно 10 минут пешком.

## Планировка станции
2 пути и 2 платформы бокового типа.
| 1 | ■ Линия Инокасира | Китидзёдзи                                                  |
| 2 | ■ Линия Инокасира | Кугаяма ・ Эйфукутё ・ Мэйдаймаэ ・ Симо-Китадзава ・ Сибуя |

## Близлежащие станции
| «                           | «               | Вид обслуживания | »               | »               |
| Линия Инокасира             | Линия Инокасира | Линия Инокасира  | Линия Инокасира | Линия Инокасира |
| --------------------------- | --------------- | ---------------- | --------------- | --------------- |
| Express: не останавливается |                 |                  |                 |                 |
| Митакадай                   | Митакадай       | Local            | Китидзёдзи      | Китидзёдзи      |